# Ermitage Madonna dell'Altare
L'ermitage Madonna dell'Altare (italien : Eremo della Madonna di Coccia) est un ermitage catholique situé dans la commune de Palena, dans la Province de Chieti et la région des Abruzzes, en Italie.